# Būleh Kolā
Būleh Kolā (persiska: بوله كلا) är en ort i Iran.   Den ligger i provinsen Mazandaran, i den norra delen av landet, 140 km nordost om huvudstaden Teheran. Būleh Kolā ligger 7 meter över havet och antalet invånare är 350.
Terrängen runt Būleh Kolā är platt, och sluttar norrut. Runt Būleh Kolā är det tätbefolkat, med 286 invånare per kvadratkilometer. Närmaste större samhälle är Babol, 7,5 km nordost om Būleh Kolā. Trakten runt Būleh Kolā består till största delen av jordbruksmark.